# Aurelio Cruzat Ortega
Aurelio Cruzat Ortega (Santiago, 1883-¿?) fue un abogado y político chileno, miembro del Partido Radical (PR). Se desempeñó como senador de la República entre 1926 y 1932.

## Familia y estudios
Nació en Santiago de Chile en 1883, hijo de Celso Emiliano Cruzat Fernández y Carmen Ortega. Su hermano Aníbal, también abogado y militante radical, se desempeñó como diputado (1921-1924), intendente (1939-1940) y senador de la República (1940-1945). Realizó sus estudios primarios y secundarios en el Liceo de Concepción. Continuó los superiores en el Curso de Leyes del mismo establecimiento, titulándose como abogado el 15 de octubre de 1906, con la tesis Código de procedimiento civil. Títulos ejecutivos.

## Carrera profesional
Se radicó en Valparaíso, donde ejerció su profesión. En esa ciudad, ocupó el cargo de vicepresidente del Colegio de Abogados, y actuó como profesor de derecho procesal del Curso de Leyes (desde su fundación), durante quince años. Más adelante, se especializó como abogado en juicios comerciales y desempeñó cargos en organizaciones gremiales, tales como: presidente de la Cámara Nacional de Comercio (CNC); vicepresidente de la Cámara Central de Comercio; presidente honorario de la Corporación Nacional de la Pequeña Minería; administrador del Hospital Carlos van Buren, durante cinco años y socio de la firma Oberhauser y Cía. Ltda., de Santiago, dedicada a fabricar productos químicos en general. Asimismo, fundó el Patronato de Hospitales y el Rotary Club de Valparaíso (siendo su primer presidente), y presidió la Liga de Estudiantes Pobres y la Liga Contra el Alcoholismo. También, fue miembro de la Junta Local de Comercio de Valparaíso.
En el ámbito público, ejerció como procurador de la Corte de Apelaciones de Valparaíso. Por otra parte, fue colaborador con el gobierno de Chile en la reforma del Código de Procedimiento: quiebras, y comisionado por éste para estudiar leyes aduaneras en Argentina.

## Carrera política
Políticamente, militó en las filas del Partido Radical (PR). En una elección parlamentaria complementaria realizada en marzo de 1926, producto del fallecimiento del senador por la 3.ª Agrupación Provincial (correspondiente a las provincias de Aconcagua y Valparaíso), Ismael Undurraga Echazarreta, se postuló como candidato para llenar el escaño senatorial, resultando electo para finalizar el periodo 1926-1934. Se integró a la cámara alta el 10 de mayo del mismo año, y fue senador reemplazante en la Comisión Permanente de Constitución, Legislación y Justicia y de Reglamento; en la de Educación Pública; en la de Hacienda, Comercio y Empréstitos Municipales; y en la de Agricultura, Minería, Fomento Industrial y Colonización; integró la Comisión Permanente de Higiene y Asistencia Pública. Durante su gestión parlamentaria presentó los siguientes proyectos de ley: sobre reformas del registro electoral; supresión de los defensores públicos; organización de la defensa fiscal; fusión de ministerios; concentración de las oficinas públicas de Valparaíso; reformas del escalafón judicial; modificaciones de la ley del crédito agrario, etc. Sin embargo, no logró finalizar su período debido a la disolución del Congreso Nacional el 4 de junio de 1932, mediante un decreto de la Junta de Gobierno instaurada tras un golpe de Estado.
Posteriormente, sirvió como presidente de la Comisión para Estudios de Reformas de Leyes Sociales de Chile.